# Fort Dallas
Fort Dallas fu una base militare durante le Guerre Seminole, situato sulle sponde del fiume Miami in quello che attualmente è il quartiere di Downtown Miami a Miami, in Florida.

## Storia

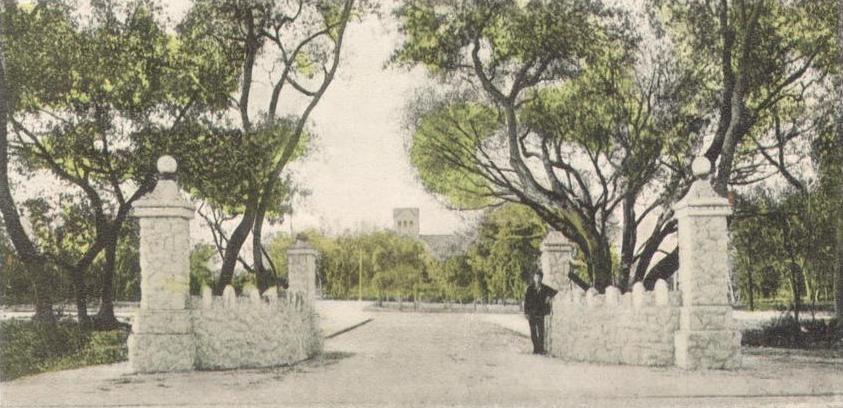
Ingresso al Fort Dallas Park nel 1905

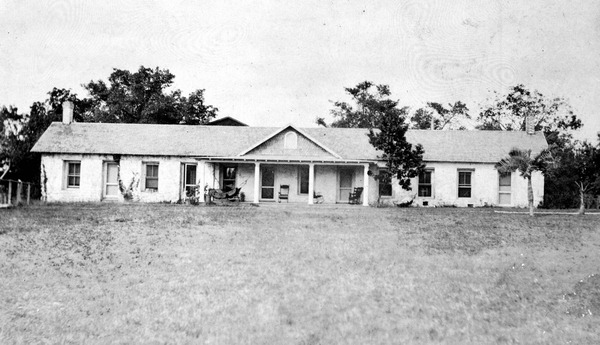
Fort Dallas nel 1930

La costruzione originaria in pietra fu realizzata nel 1836 come alloggio per gli schiavi della piantagione di William English, situata alla foce del Miami River. L'edificio servì come caserma per l'esercito americano dopo che Fort Dallas fu stabilito qui tra il 1849 ed il 1855 durante la terza e la seconda e la terza delle Guerre Seminole. 
Fu intitolata al commodoro Alexander James Dallas della marina americana, successivamente comandante delle forze navali americane nei Caraibi.
Il primo comandante fu il sottotenente F. M. Powell, che rimase al comando per due anni. Fu occupata da truppe dal 1836 al 1857, anche se non con continuità, e furono eretti diversi edifici. Durante la guerra di secessione americana rimase in mano all'Unione, ma fu successivamente abbandonata per diventare ricovero di rifugiati.
Successivamente il forte divenne la base per un piccolo villaggio costruito da William H. English, chiamato Miami. Alcuni edifici furono rasi al suolo per essere ricostruiti altrove. Nel 1872 la proprietà fu occupata dal dottor Harris, ma tutti gli edifici furono distrutti da un incendio.
Nel 1891 Julia Tuttle si trasferì presso una case lungo il fiume Miami nella zona occupata da Fort Dallas. Tuttle restaurò l'abitazione per godere della vista sul fiume e sulla baia di Biscayne. La casa rimase l'unico resto del forte fino al 1924, quando si progetto la costruzione nell'area di un edificio residenziale. La casa in pietra fu smontata e trasportata a Lummus Park sulla sponda nord del fiume Miami.